# Canariocoris
Canariocoris is een geslacht van wantsen uit de familie van de Miridae (Blindwantsen). Het geslacht werd voor het eerst wetenschappelijk beschreven door Lindberg in 1951.

## Soorten
Het genus bevat de volgende soorten:

- Canariocoris antennalis (Reuter, 1904)
- Canariocoris ater Heiss, 1996
- Canariocoris euphorbiae Lindberg, 1951
- Canariocoris hyperici Lindberg, 1951
- Canariocoris pinicola (Lindberg, 1953)
- Canariocoris punctatus (Noualhier, 1893)
- Canariocoris viburni (Lindberg, 1953)